# Nothofagus perryi
Nothofagus perryi Steenis – gatunek rośliny z rodziny bukanowatych (Nothofagaceae). Występuje naturalnie na Nowej Gwinei. 

## Morfologia
PokrójZimozielone drzewo dorastające do 35–40 m wysokości.
LiścieBlaszka liściowa ma kształt od owalnego do eliptycznego. Mierzy 6–7 cm długości oraz 3–4 cm szerokości, jest ząbkowana na brzegu, ma zaokrągloną nasadę i ostry wierzchołek. Ogonek liściowy jest nagi i ma 10 mm długości.
OwoceOrzechy osadzone po jednym w kupulach. Kupule powstają ze zrośnięcia dwóch liści przykwiatowych.

## Biologia i ekologia
Rośnie w lasach zrzucających liście. Występuje na wysokości od 1700 do 2600 m n.p.m.